# 24432 Elizamcnitt
24432 Elizamcnitt (tên chỉ định: 2000 CT48) là một tiểu hành tinh vành đai chính. Nó được phát hiện bởi dự án Nghiên cứu tiểu hành tinh gần Trái Đất Lincoln ở Socorro, New Mexico, ngày 2 tháng 2 năm 2000. Nó được đặt theo tên Eliza Helen McNitt, an American high school student whose environmental management project won second place ở the 2008 Giải thưởng Khoa học và Kỹ thuật Intel.